# Енхсайхани Делгермаа
Енхсайхани Делгермаа (монг. Энхсайханы Дэлгэрмаа; нар. 1 червня 1999, Сомон Тарагт, аймак Уверхангай) — монгольська борчиня вільного стилю, срібна призерка чемпіонату світу, срібна та дворазова бронзова призерка чемпіонатів Азії, бронзова призерка Азійських ігор, багаторазова призерка чемпіонатів світу та Азії в молодших вікових групах.

## Життєпис
Народилася в родині скотарів. Старша дочка родини Делгермаа. Має трьох молодших братів.
У 2014 році почала займатися вільною боротьбою під керівництвом майстра спорту Е. Баттуші в аймаці Уверххангай.
Закінчила першу середню школу аймаку Уверххангай. Також закінчила Національний інститут фізичного виховання.
З 2016 року тренується в клубі «Мегастарс» під керівництвом заслуженого тренера Ц. Баярсайхана, майстрів спорту Ю. Батдархана та Дж. Баярхю.

## Спортивні результати на міжнародних змаганнях

### Виступи на Чемпіонатах світу
| Змагання                        | Збірна   | Вагова категорія          | Місце  |
| ------------------------------- | -------- | ------------------------- | ------ |
| Чемпіонат світу з боротьби 2021 | Монголія | жіноча боротьба, до 68 кг | 13     |
| Чемпіонат світу з боротьби 2022 | Монголія | жіноча боротьба, до 68 кг | 8      |
| Чемпіонат світу з боротьби 2023 | Монголія | жіноча боротьба, до 68 кг | Срібло |

### Виступи на Чемпіонатах Азії
| Змагання                       | Збірна   | Вагова категорія          | Місце  |
| ------------------------------ | -------- | ------------------------- | ------ |
| Чемпіонат Азії з боротьби 2020 | Монголія | жіноча боротьба, до 68 кг | Бронза |
| Чемпіонат Азії з боротьби 2021 | Монголія | жіноча боротьба, до 68 кг | Срібло |
| Чемпіонат Азії з боротьби 2022 | Монголія | жіноча боротьба, до 68 кг | Бронза |
| Чемпіонат Азії з боротьби 2023 | Монголія | жіноча боротьба, до 68 кг | 5      |

### Виступи на Азійських іграх
| Змагання           | Збірна   | Вагова категорія          | Місце  |
| ------------------ | -------- | ------------------------- | ------ |
| Азійські ігри 2022 | Монголія | жіноча боротьба, до 68 кг | Бронза |

### Виступи на Кубках світу
| Змагання                    | Збірна   | Вагова категорія | Місце |
| --------------------------- | -------- | ---------------- | ----- |
| Кубок світу з боротьби 2019 | Монголія | команда          | 4     |

### Виступи на інших змаганнях
| Змагання                                               | Збірна   | Вагова категорія          | Місце  |
| ------------------------------------------------------ | -------- | ------------------------- | ------ |
| Гран-прі «Іван Яригін» 2017                            | Монголія | жіноча боротьба, до 63 кг | 10     |
| Гран-прі «Іван Яригін» 2018                            | Монголія | жіноча боротьба, до 62 кг | 12     |
| Гран-прі «Іван Яригін» 2019                            | Монголія | жіноча боротьба, до 68 кг | Бронза |
| Відкритий чемпіонат Монголії з боротьби 2019           | Монголія | жіноча боротьба, до 68 кг | Золото |
| Кубок Президента Бурятської Республіки з боротьби 2019 | Монголія | жіноча боротьба, до 68 кг | 5      |
| Гран-прі «Іван Яригін» 2020                            | Монголія | жіноча боротьба, до 68 кг | 11     |
| Меморіал Болата Турлиханова 2022                       | Монголія | жіноча боротьба, до 68 кг | Бронза |
| Турнір К. У. Кожомкула і Р. Санатбаєва 2023            | Монголія | жіноча боротьба, до 68 кг | Срібло |
| Меморіал Імре Поляка та Яноша Варги 2023               | Монголія | жіноча боротьба, до 68 кг | 12     |

### Виступи на змаганнях молодших вікових груп
| Змагання                                      | Збірна   | Вагова категорія          | Місце  |
| --------------------------------------------- | -------- | ------------------------- | ------ |
| Чемпіонат Азії з боротьби серед кадетів 2016  | Монголія | жіноча боротьба, до 65 кг | Срібло |
| Чемпіонат Азії з боротьби серед юніорів 2016  | Монголія | жіноча боротьба, до 63 кг | Бронза |
| Чемпіонат світу з боротьби серед юніорів 2017 | Монголія | жіноча боротьба, до 63 кг | 11     |
| Чемпіонат Азії з боротьби серед юніорів 2018  | Монголія | жіноча боротьба, до 65 кг | Бронза |
| Чемпіонат світу з боротьби серед юніорів 2018 | Монголія | жіноча боротьба, до 65 кг | Срібло |
| Чемпіонат Азії з боротьби серед юніорів 2019  | Монголія | жіноча боротьба, до 68 кг | 10     |
| Чемпіонат світу з боротьби серед юніорів 2019 | Монголія | жіноча боротьба, до 68 кг | 5      |
| Чемпіонат Азії з боротьби серед молоді 2019   | Монголія | жіноча боротьба, до 68 кг | Срібло |
| Чемпіонат світу з боротьби серед молоді 2019  | Монголія | жіноча боротьба, до 68 кг | 8      |
| Чемпіонат світу з боротьби серед молоді 2021  | Монголія | жіноча боротьба, до 68 кг | Бронза |